# José Raúl Capablanca
José Raúl Capablanca y Graupera, né le 19 novembre 1888 à La Havane (Cuba) et mort le 8 mars 1942 à Harlem (New York, États-Unis), est un joueur d'échecs cubain.
Alors jeune prodige des échecs, il bat le champion de Cuba à treize ans.
Champion du monde des échecs de 1921 à 1927, Capablanca est réputé pour la clarté de son jeu, donnant l'impression de jouer avec une facilité déconcertante, ainsi que pour son art de jouer les finales. Au cours de sa carrière, il perdit rarement des parties (il est invaincu entre 1917 et 1923) ce qui lui valut d'être surnommé « The Chess machine » (« la machine des échecs »).

## Biographie et carrière

### Jeunesse

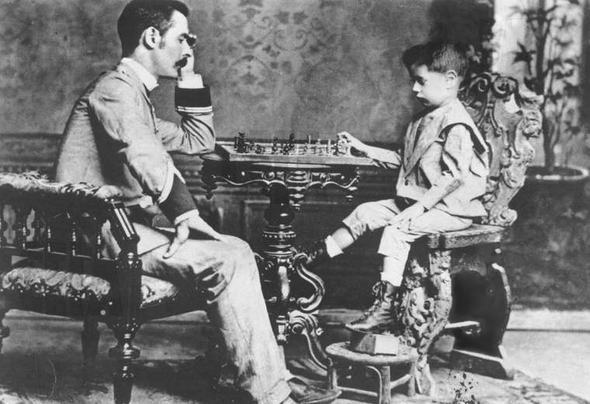
José Raúl Capablanca à quatre ans, jouant contre son père.

Fils d'un fonctionnaire colonial espagnol, José María Capablanca, José Raúl était un enfant prodige qui découvrit le jeu d'échecs à quatre ans. La légende dit qu'il assimila les règles à l'âge de quatre ans en observant son père jouer avec des amis.
Dès ses jeunes années, sa force au jeu est remarquable. À huit ans, il est inscrit au club d'échecs de La Havane. C'est là, en 1900, qu'il dispute une série de matchs contre chacun des meilleurs joueurs du pays, afin d'évaluer sa force. Le résultat détermina qu'il était au moins aussi fort que Juan Corzo y Príncipe, le champion de Cuba, qu'il battit d'ailleurs deux fois.
À l'âge de treize ans, en novembre-décembre 1901, il remporte un match contre ce même joueur (+4 -3 =6 : quatre victoires, trois défaites, six parties nulles). L'année suivante, il finit quatrième du championnat de Cuba. Par la suite, il étudie pendant deux ans la chimie et le sport à l'université Columbia à New York, et joue dans l'équipe universitaire de baseball au poste d'arrêt-court.
Lors de l'hiver 1908-1909, il fait une tournée dans tout le pays durant huit semaines ; à Minneapolis, lors de parties simultanées, il gagne 168 parties consécutives. Il gagne aussi contre M.E.P. Elliott, le champion de la fédération d'échecs des États de l'Ouest.
En 1909, il réalisa « le plus grand exploit de sa carrière » quand il gagna nettement son match contre Frank Marshall par une marque de 8 à 1 et 14 parties nulles. C'est cette même année qu'il gagna le championnat des États de New-York.
Il fait irruption sur le plan international en 1911, au cours du tournoi de Saint-Sébastien en Espagne où il gagne devant des maîtres connus comme Akiba Rubinstein, Milan Vidmar et Carl Schlechter.
En 1913, Capablanca fut nommé dans les services diplomatiques du ministère des Affaires étrangères de Cuba. Il n'avait cependant pas d'obligations réelles, les autorités cubaines trouvant suffisante la publicité qu'il faisait pour son pays ; il pouvait donc de facto se consacrer pleinement aux échecs. En 1914, il finit deuxième du fort tournoi de Saint-Pétersbourg, à un demi-point du champion du monde Emanuel Lasker.

### Champion du monde (1921-1927)

#### Match contre Emanuel Lasker (1921)

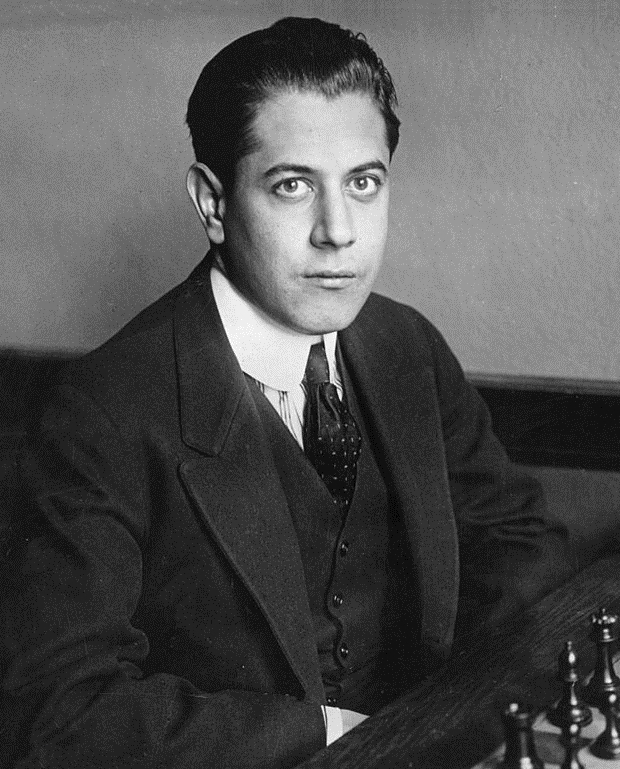
Capablanca en 1919.

En 1921, Capablanca remporta le championnat du monde contre Emanuel Lasker, de vingt ans son aîné (+4 -0 =10). Pendant six ans, il ne perdit que 4 parties sur environ 200, mais ne remit pas son titre en jeu.

#### Succès dans les tournois (1922-1927)
En 1922, le nouveau champion du monde remporte le tournoi de Londres, mais Lasker était absent. En 1924, il est devancé par l'ancien champion du monde lors du tournoi de New York ; puis, en 1925 par Efim Bogoljubov et par Lasker lors du tournoi de Moscou. En 1927, il termine premier du tournoi de New York, devant Alexandre Alekhine et Aaron Nimzowitsch, mais Emanuel Lasker n'était pas invité.

#### Match contre Alexandre Alekhine (1927)

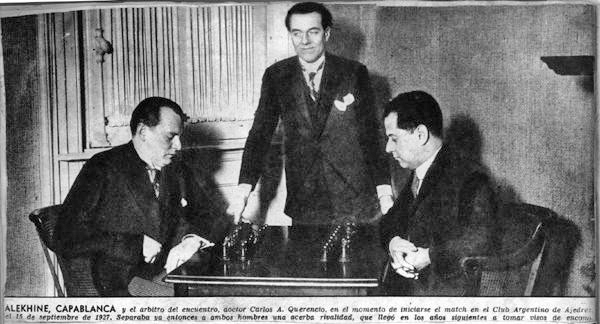
Capablanca (à dr.) face à Alekhine en 1927.

Capablanca perd son titre en 1927 à Buenos Aires contre Alexandre Alekhine (+3 –6 =25). Le match dure trente-quatre parties, un record, car les parties nulles ne comptaient pas et la victoire revenait au premier joueur à remporter six parties. Alekhine, contrairement à ce qu'il avait déclaré après le match, évita au cours des années suivantes d'accorder à Capablanca un match de revanche, ne donnant ainsi au Cubain aucune occasion de regagner son titre. Les deux joueurs ne s'adressèrent plus la parole.

### Fin de carrière (1928-1942)
De 1928 à 1930, Capablanca remporte les tournois de Budapest 1928, Berlin 1928, Ramsgate 1929, Budapest 1929, Barcelone 1929 et Hastings 1929-1930 ; il finit deuxième aux tournois de Bad Kissingen 1928, Karlsbad 1929 et Hastings 1930-1931. Il n'a pas la possibilité d'affronter le champion du monde Alekhine, qui ne participe à aucun de ces tournois.
Dans les années 1930, surgissent en face de lui des rivaux plus jeunes et redoutables : d'abord Max Euwe, Salo Flohr et Mikhaïl Botvinnik, qui le devancent à Hastings 1934-1935, Moscou 1935 et à Margate 1936, puis Paul Keres, Reuben Fine et Samuel Reshevsky qui le devancent à Margate 1935, Semmering-Baden 1937 et au tournoi AVRO 1938.
Capablanca fait pourtant un retour remarqué dans l'élite mondiale en 1936, gagnant deux tournois fort disputés : à Moscou (seul vainqueur devant Botvinnik) et à Nottingham (ex æquo avec Botvinnik, devant Euwe, Fine, Reshevsky, Alekhine, Flohr et Lasker). En 1938, il réalise un des plus mauvais tournois de sa carrière : le tournoi AVRO, remporté par Fine et Kéres où il finit avant-dernier.

### Fin de vie

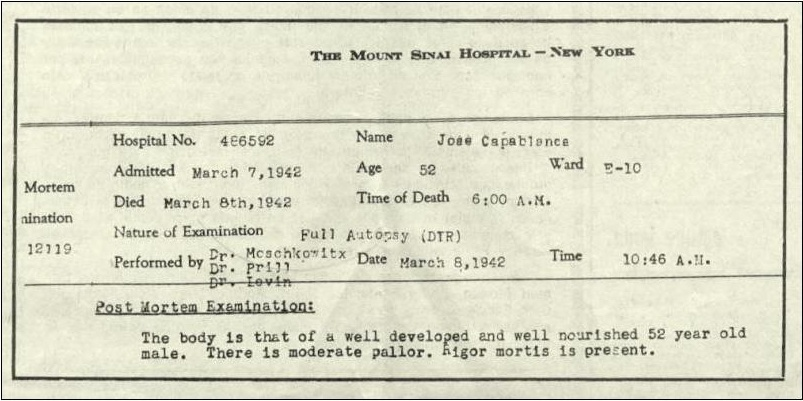
Acte de décès

Après avoir remporté la médaille d'or individuelle à l'olympiade d'échecs de 1939 à Buenos Aires devant Alekhine, Capablanca se retire de la scène internationale la même année, suivant les conseils de ses médecins, souffrant d'hypertension artérielle.
Le 7 mars 1942, alors qu'il regardait une partie d’échecs au Manhattan Chess Club de New York,s’effondre après avoir demandé de l’aide pour enlever son manteau. Il est transporté à l’hôpital , au Mount Sinai Hospital, où il est décédé le lendemain d’une hémorragie cérébrale provoquée par l’hypertension. Son autopsie a révélé une hypertension intracrânienne sévère et des dommages importants au thalamus et au cœur .
Les funérailles de Capablanca ont eu lieu au cimetière Colón de La Havane le 15 mars 1942.

### Vie privée
José Raúl Capablanca a été marié à doña Gloria Simoni Betancourt. En 1937, ils divorcent et le 20 octobre 1938 il épouse à New York Olga Clark (en) (née le 23 septembre 1898 en Géorgie).

## Style

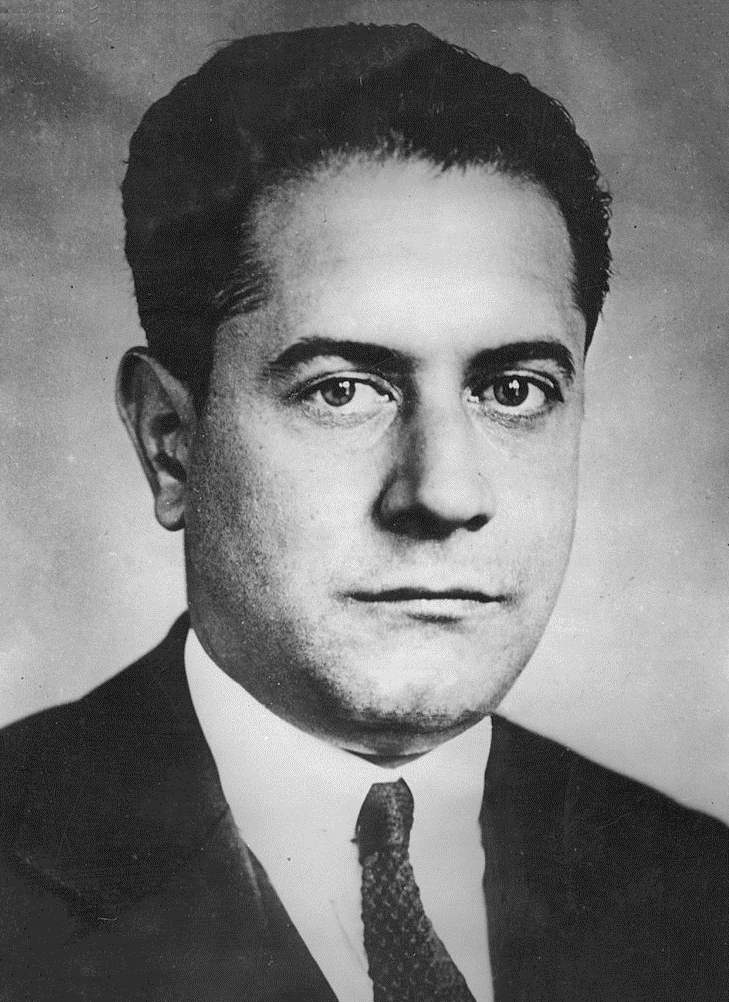
Capablanca en 1920.

Capablanca est considéré comme l'un des meilleurs joueurs d'échecs de tous les temps. Son style de jeu positionnel et sa technique de fin de partie en ont fait un joueur redouté. Il commettait très peu d'erreurs, ce qui faisait sa force. Son style était clair, limpide et simple : ses parties étaient un modèle de comment il fallait jouer les positions de ce type. Il n'avait, disait-il, jamais ouvert de livres d'échecs, possédant un sens inné des positions. Considéré comme une « machine à jouer », il a perdu très peu de parties tout au long de sa vie.
Au contraire du jeu de l'époque qui consistait en des sacrifices et des combinaisons complexes, il privilégiait une stratégie d'avancée lente et d'usure, attendant la faute de l'adversaire, rendue alors inévitable par le manque de bons coups à jouer, son opposant étant alors en zugzwang.
Il pensait que, sans erreurs grossières, une partie ne pouvait être perdue. Devant l'augmentation du nombre de bons joueurs, le nombre de parties nulles allait augmenter à cause de l'impossibilité de se départager. Ne trouvant plus d'attraits au jeu, Capablanca prédisait la fin proche du jeu d'échecs.
Il a alors proposé d'en changer les règles pour le rendre plus compliqué, avec les échecs Capablanca. Il souhaitait intervertir les fous et les cavaliers dans leur position initiale et augmenter le nombre de cases de l'échiquier (échiquier de 8 × 10 cases) en ajoutant deux nouvelles pièces dans chaque camp, l'une combinant la marche de la tour et du cavalier, (l'« impératrice »), et l'autre celle du fou et du cavalier (la « princesse »).

### Capablanca, théoricien des échecs
La théorie aux échecs correspond à la « bonne façon » de jouer. Elle peut consister en des règles strictes, par exemple pour certaines finales, mais aussi être une marche à suivre particulière issue de jugements d'ordre positionnel (comme dans les « positions tranquilles » du milieu de jeu).
Dans son ouvrage le plus connu, Principes fondamentaux du jeu d'échecs, décrit par Mikhaïl Botvinnik comme « le meilleur livre d'échecs jamais écrit », Capablanca fait œuvre de théoricien. Mais, et surtout, plutôt qu'un théoricien par ses écrits échiquéens, Capablanca est un "théoricien par la pratique" : par la logique de ses parties, exemplaire pour les positions de ce type. En particulier, son expertise des fins de partie est à imiter,. Pouvant compter sur cette maîtrise des finales, Capablanca se suffisait de positions solides au sortir de l'ouverture ; dans la première phase de jeu, son style était très classique : il cherchait à éviter toute faiblesse, au contraire de joueurs lui ayant succédé qui accueillaient favorablement les faiblesses dans leur position en contrepartie de contre-jeu. Correspondant à son style très pur, tous ses coups étaient utiles et concouraient au plan de jeu.
En voici un exemple : la partie Hugo Fähndrich (en) et Arthur Kaufmann contre Capablanca et Réti, jouée à Vienne en 1914 :
|   | a | b | c | d | e | f | g | h |   |
| 8 | Tour noire sur case blanche a8 · Dame noire sur case noire d8 · Tour noire sur case noire f8 · Roi noir sur case blanche g8 · Pion noir sur case noire a7 · Pion noir sur case blanche b7 · Pion noir sur case blanche f7 · Pion noir sur case noire g7 · Cavalier noir sur case noire f6 · Pion noir sur case noire h6 · Fou noir sur case noire c5 · Pion noir sur case blanche d5 · Fou noir sur case blanche g4 · Fou blanc sur case noire h4 · Cavalier blanc sur case noire c3 · Cavalier blanc sur case blanche f3 · Pion blanc sur case blanche a2 · Pion blanc sur case noire b2 · Pion blanc sur case blanche c2 · Dame blanche sur case blanche e2 · Pion blanc sur case noire f2 · Pion blanc sur case blanche g2 · Pion blanc sur case noire h2 · Tour blanche sur case noire a1 · Tour blanche sur case blanche f1 · Roi blanc sur case noire g1 | Tour noire sur case blanche a8 · Dame noire sur case noire d8 · Tour noire sur case noire f8 · Roi noir sur case blanche g8 · Pion noir sur case noire a7 · Pion noir sur case blanche b7 · Pion noir sur case blanche f7 · Pion noir sur case noire g7 · Cavalier noir sur case noire f6 · Pion noir sur case noire h6 · Fou noir sur case noire c5 · Pion noir sur case blanche d5 · Fou noir sur case blanche g4 · Fou blanc sur case noire h4 · Cavalier blanc sur case noire c3 · Cavalier blanc sur case blanche f3 · Pion blanc sur case blanche a2 · Pion blanc sur case noire b2 · Pion blanc sur case blanche c2 · Dame blanche sur case blanche e2 · Pion blanc sur case noire f2 · Pion blanc sur case blanche g2 · Pion blanc sur case noire h2 · Tour blanche sur case noire a1 · Tour blanche sur case blanche f1 · Roi blanc sur case noire g1 | Tour noire sur case blanche a8 · Dame noire sur case noire d8 · Tour noire sur case noire f8 · Roi noir sur case blanche g8 · Pion noir sur case noire a7 · Pion noir sur case blanche b7 · Pion noir sur case blanche f7 · Pion noir sur case noire g7 · Cavalier noir sur case noire f6 · Pion noir sur case noire h6 · Fou noir sur case noire c5 · Pion noir sur case blanche d5 · Fou noir sur case blanche g4 · Fou blanc sur case noire h4 · Cavalier blanc sur case noire c3 · Cavalier blanc sur case blanche f3 · Pion blanc sur case blanche a2 · Pion blanc sur case noire b2 · Pion blanc sur case blanche c2 · Dame blanche sur case blanche e2 · Pion blanc sur case noire f2 · Pion blanc sur case blanche g2 · Pion blanc sur case noire h2 · Tour blanche sur case noire a1 · Tour blanche sur case blanche f1 · Roi blanc sur case noire g1 | Tour noire sur case blanche a8 · Dame noire sur case noire d8 · Tour noire sur case noire f8 · Roi noir sur case blanche g8 · Pion noir sur case noire a7 · Pion noir sur case blanche b7 · Pion noir sur case blanche f7 · Pion noir sur case noire g7 · Cavalier noir sur case noire f6 · Pion noir sur case noire h6 · Fou noir sur case noire c5 · Pion noir sur case blanche d5 · Fou noir sur case blanche g4 · Fou blanc sur case noire h4 · Cavalier blanc sur case noire c3 · Cavalier blanc sur case blanche f3 · Pion blanc sur case blanche a2 · Pion blanc sur case noire b2 · Pion blanc sur case blanche c2 · Dame blanche sur case blanche e2 · Pion blanc sur case noire f2 · Pion blanc sur case blanche g2 · Pion blanc sur case noire h2 · Tour blanche sur case noire a1 · Tour blanche sur case blanche f1 · Roi blanc sur case noire g1 | Tour noire sur case blanche a8 · Dame noire sur case noire d8 · Tour noire sur case noire f8 · Roi noir sur case blanche g8 · Pion noir sur case noire a7 · Pion noir sur case blanche b7 · Pion noir sur case blanche f7 · Pion noir sur case noire g7 · Cavalier noir sur case noire f6 · Pion noir sur case noire h6 · Fou noir sur case noire c5 · Pion noir sur case blanche d5 · Fou noir sur case blanche g4 · Fou blanc sur case noire h4 · Cavalier blanc sur case noire c3 · Cavalier blanc sur case blanche f3 · Pion blanc sur case blanche a2 · Pion blanc sur case noire b2 · Pion blanc sur case blanche c2 · Dame blanche sur case blanche e2 · Pion blanc sur case noire f2 · Pion blanc sur case blanche g2 · Pion blanc sur case noire h2 · Tour blanche sur case noire a1 · Tour blanche sur case blanche f1 · Roi blanc sur case noire g1 | Tour noire sur case blanche a8 · Dame noire sur case noire d8 · Tour noire sur case noire f8 · Roi noir sur case blanche g8 · Pion noir sur case noire a7 · Pion noir sur case blanche b7 · Pion noir sur case blanche f7 · Pion noir sur case noire g7 · Cavalier noir sur case noire f6 · Pion noir sur case noire h6 · Fou noir sur case noire c5 · Pion noir sur case blanche d5 · Fou noir sur case blanche g4 · Fou blanc sur case noire h4 · Cavalier blanc sur case noire c3 · Cavalier blanc sur case blanche f3 · Pion blanc sur case blanche a2 · Pion blanc sur case noire b2 · Pion blanc sur case blanche c2 · Dame blanche sur case blanche e2 · Pion blanc sur case noire f2 · Pion blanc sur case blanche g2 · Pion blanc sur case noire h2 · Tour blanche sur case noire a1 · Tour blanche sur case blanche f1 · Roi blanc sur case noire g1 | Tour noire sur case blanche a8 · Dame noire sur case noire d8 · Tour noire sur case noire f8 · Roi noir sur case blanche g8 · Pion noir sur case noire a7 · Pion noir sur case blanche b7 · Pion noir sur case blanche f7 · Pion noir sur case noire g7 · Cavalier noir sur case noire f6 · Pion noir sur case noire h6 · Fou noir sur case noire c5 · Pion noir sur case blanche d5 · Fou noir sur case blanche g4 · Fou blanc sur case noire h4 · Cavalier blanc sur case noire c3 · Cavalier blanc sur case blanche f3 · Pion blanc sur case blanche a2 · Pion blanc sur case noire b2 · Pion blanc sur case blanche c2 · Dame blanche sur case blanche e2 · Pion blanc sur case noire f2 · Pion blanc sur case blanche g2 · Pion blanc sur case noire h2 · Tour blanche sur case noire a1 · Tour blanche sur case blanche f1 · Roi blanc sur case noire g1 | Tour noire sur case blanche a8 · Dame noire sur case noire d8 · Tour noire sur case noire f8 · Roi noir sur case blanche g8 · Pion noir sur case noire a7 · Pion noir sur case blanche b7 · Pion noir sur case blanche f7 · Pion noir sur case noire g7 · Cavalier noir sur case noire f6 · Pion noir sur case noire h6 · Fou noir sur case noire c5 · Pion noir sur case blanche d5 · Fou noir sur case blanche g4 · Fou blanc sur case noire h4 · Cavalier blanc sur case noire c3 · Cavalier blanc sur case blanche f3 · Pion blanc sur case blanche a2 · Pion blanc sur case noire b2 · Pion blanc sur case blanche c2 · Dame blanche sur case blanche e2 · Pion blanc sur case noire f2 · Pion blanc sur case blanche g2 · Pion blanc sur case noire h2 · Tour blanche sur case noire a1 · Tour blanche sur case blanche f1 · Roi blanc sur case noire g1 | 8 |
| 7 | Tour noire sur case blanche a8 · Dame noire sur case noire d8 · Tour noire sur case noire f8 · Roi noir sur case blanche g8 · Pion noir sur case noire a7 · Pion noir sur case blanche b7 · Pion noir sur case blanche f7 · Pion noir sur case noire g7 · Cavalier noir sur case noire f6 · Pion noir sur case noire h6 · Fou noir sur case noire c5 · Pion noir sur case blanche d5 · Fou noir sur case blanche g4 · Fou blanc sur case noire h4 · Cavalier blanc sur case noire c3 · Cavalier blanc sur case blanche f3 · Pion blanc sur case blanche a2 · Pion blanc sur case noire b2 · Pion blanc sur case blanche c2 · Dame blanche sur case blanche e2 · Pion blanc sur case noire f2 · Pion blanc sur case blanche g2 · Pion blanc sur case noire h2 · Tour blanche sur case noire a1 · Tour blanche sur case blanche f1 · Roi blanc sur case noire g1 | Tour noire sur case blanche a8 · Dame noire sur case noire d8 · Tour noire sur case noire f8 · Roi noir sur case blanche g8 · Pion noir sur case noire a7 · Pion noir sur case blanche b7 · Pion noir sur case blanche f7 · Pion noir sur case noire g7 · Cavalier noir sur case noire f6 · Pion noir sur case noire h6 · Fou noir sur case noire c5 · Pion noir sur case blanche d5 · Fou noir sur case blanche g4 · Fou blanc sur case noire h4 · Cavalier blanc sur case noire c3 · Cavalier blanc sur case blanche f3 · Pion blanc sur case blanche a2 · Pion blanc sur case noire b2 · Pion blanc sur case blanche c2 · Dame blanche sur case blanche e2 · Pion blanc sur case noire f2 · Pion blanc sur case blanche g2 · Pion blanc sur case noire h2 · Tour blanche sur case noire a1 · Tour blanche sur case blanche f1 · Roi blanc sur case noire g1 | Tour noire sur case blanche a8 · Dame noire sur case noire d8 · Tour noire sur case noire f8 · Roi noir sur case blanche g8 · Pion noir sur case noire a7 · Pion noir sur case blanche b7 · Pion noir sur case blanche f7 · Pion noir sur case noire g7 · Cavalier noir sur case noire f6 · Pion noir sur case noire h6 · Fou noir sur case noire c5 · Pion noir sur case blanche d5 · Fou noir sur case blanche g4 · Fou blanc sur case noire h4 · Cavalier blanc sur case noire c3 · Cavalier blanc sur case blanche f3 · Pion blanc sur case blanche a2 · Pion blanc sur case noire b2 · Pion blanc sur case blanche c2 · Dame blanche sur case blanche e2 · Pion blanc sur case noire f2 · Pion blanc sur case blanche g2 · Pion blanc sur case noire h2 · Tour blanche sur case noire a1 · Tour blanche sur case blanche f1 · Roi blanc sur case noire g1 | Tour noire sur case blanche a8 · Dame noire sur case noire d8 · Tour noire sur case noire f8 · Roi noir sur case blanche g8 · Pion noir sur case noire a7 · Pion noir sur case blanche b7 · Pion noir sur case blanche f7 · Pion noir sur case noire g7 · Cavalier noir sur case noire f6 · Pion noir sur case noire h6 · Fou noir sur case noire c5 · Pion noir sur case blanche d5 · Fou noir sur case blanche g4 · Fou blanc sur case noire h4 · Cavalier blanc sur case noire c3 · Cavalier blanc sur case blanche f3 · Pion blanc sur case blanche a2 · Pion blanc sur case noire b2 · Pion blanc sur case blanche c2 · Dame blanche sur case blanche e2 · Pion blanc sur case noire f2 · Pion blanc sur case blanche g2 · Pion blanc sur case noire h2 · Tour blanche sur case noire a1 · Tour blanche sur case blanche f1 · Roi blanc sur case noire g1 | Tour noire sur case blanche a8 · Dame noire sur case noire d8 · Tour noire sur case noire f8 · Roi noir sur case blanche g8 · Pion noir sur case noire a7 · Pion noir sur case blanche b7 · Pion noir sur case blanche f7 · Pion noir sur case noire g7 · Cavalier noir sur case noire f6 · Pion noir sur case noire h6 · Fou noir sur case noire c5 · Pion noir sur case blanche d5 · Fou noir sur case blanche g4 · Fou blanc sur case noire h4 · Cavalier blanc sur case noire c3 · Cavalier blanc sur case blanche f3 · Pion blanc sur case blanche a2 · Pion blanc sur case noire b2 · Pion blanc sur case blanche c2 · Dame blanche sur case blanche e2 · Pion blanc sur case noire f2 · Pion blanc sur case blanche g2 · Pion blanc sur case noire h2 · Tour blanche sur case noire a1 · Tour blanche sur case blanche f1 · Roi blanc sur case noire g1 | Tour noire sur case blanche a8 · Dame noire sur case noire d8 · Tour noire sur case noire f8 · Roi noir sur case blanche g8 · Pion noir sur case noire a7 · Pion noir sur case blanche b7 · Pion noir sur case blanche f7 · Pion noir sur case noire g7 · Cavalier noir sur case noire f6 · Pion noir sur case noire h6 · Fou noir sur case noire c5 · Pion noir sur case blanche d5 · Fou noir sur case blanche g4 · Fou blanc sur case noire h4 · Cavalier blanc sur case noire c3 · Cavalier blanc sur case blanche f3 · Pion blanc sur case blanche a2 · Pion blanc sur case noire b2 · Pion blanc sur case blanche c2 · Dame blanche sur case blanche e2 · Pion blanc sur case noire f2 · Pion blanc sur case blanche g2 · Pion blanc sur case noire h2 · Tour blanche sur case noire a1 · Tour blanche sur case blanche f1 · Roi blanc sur case noire g1 | Tour noire sur case blanche a8 · Dame noire sur case noire d8 · Tour noire sur case noire f8 · Roi noir sur case blanche g8 · Pion noir sur case noire a7 · Pion noir sur case blanche b7 · Pion noir sur case blanche f7 · Pion noir sur case noire g7 · Cavalier noir sur case noire f6 · Pion noir sur case noire h6 · Fou noir sur case noire c5 · Pion noir sur case blanche d5 · Fou noir sur case blanche g4 · Fou blanc sur case noire h4 · Cavalier blanc sur case noire c3 · Cavalier blanc sur case blanche f3 · Pion blanc sur case blanche a2 · Pion blanc sur case noire b2 · Pion blanc sur case blanche c2 · Dame blanche sur case blanche e2 · Pion blanc sur case noire f2 · Pion blanc sur case blanche g2 · Pion blanc sur case noire h2 · Tour blanche sur case noire a1 · Tour blanche sur case blanche f1 · Roi blanc sur case noire g1 | Tour noire sur case blanche a8 · Dame noire sur case noire d8 · Tour noire sur case noire f8 · Roi noir sur case blanche g8 · Pion noir sur case noire a7 · Pion noir sur case blanche b7 · Pion noir sur case blanche f7 · Pion noir sur case noire g7 · Cavalier noir sur case noire f6 · Pion noir sur case noire h6 · Fou noir sur case noire c5 · Pion noir sur case blanche d5 · Fou noir sur case blanche g4 · Fou blanc sur case noire h4 · Cavalier blanc sur case noire c3 · Cavalier blanc sur case blanche f3 · Pion blanc sur case blanche a2 · Pion blanc sur case noire b2 · Pion blanc sur case blanche c2 · Dame blanche sur case blanche e2 · Pion blanc sur case noire f2 · Pion blanc sur case blanche g2 · Pion blanc sur case noire h2 · Tour blanche sur case noire a1 · Tour blanche sur case blanche f1 · Roi blanc sur case noire g1 | 7 |
| 6 | Tour noire sur case blanche a8 · Dame noire sur case noire d8 · Tour noire sur case noire f8 · Roi noir sur case blanche g8 · Pion noir sur case noire a7 · Pion noir sur case blanche b7 · Pion noir sur case blanche f7 · Pion noir sur case noire g7 · Cavalier noir sur case noire f6 · Pion noir sur case noire h6 · Fou noir sur case noire c5 · Pion noir sur case blanche d5 · Fou noir sur case blanche g4 · Fou blanc sur case noire h4 · Cavalier blanc sur case noire c3 · Cavalier blanc sur case blanche f3 · Pion blanc sur case blanche a2 · Pion blanc sur case noire b2 · Pion blanc sur case blanche c2 · Dame blanche sur case blanche e2 · Pion blanc sur case noire f2 · Pion blanc sur case blanche g2 · Pion blanc sur case noire h2 · Tour blanche sur case noire a1 · Tour blanche sur case blanche f1 · Roi blanc sur case noire g1 | Tour noire sur case blanche a8 · Dame noire sur case noire d8 · Tour noire sur case noire f8 · Roi noir sur case blanche g8 · Pion noir sur case noire a7 · Pion noir sur case blanche b7 · Pion noir sur case blanche f7 · Pion noir sur case noire g7 · Cavalier noir sur case noire f6 · Pion noir sur case noire h6 · Fou noir sur case noire c5 · Pion noir sur case blanche d5 · Fou noir sur case blanche g4 · Fou blanc sur case noire h4 · Cavalier blanc sur case noire c3 · Cavalier blanc sur case blanche f3 · Pion blanc sur case blanche a2 · Pion blanc sur case noire b2 · Pion blanc sur case blanche c2 · Dame blanche sur case blanche e2 · Pion blanc sur case noire f2 · Pion blanc sur case blanche g2 · Pion blanc sur case noire h2 · Tour blanche sur case noire a1 · Tour blanche sur case blanche f1 · Roi blanc sur case noire g1 | Tour noire sur case blanche a8 · Dame noire sur case noire d8 · Tour noire sur case noire f8 · Roi noir sur case blanche g8 · Pion noir sur case noire a7 · Pion noir sur case blanche b7 · Pion noir sur case blanche f7 · Pion noir sur case noire g7 · Cavalier noir sur case noire f6 · Pion noir sur case noire h6 · Fou noir sur case noire c5 · Pion noir sur case blanche d5 · Fou noir sur case blanche g4 · Fou blanc sur case noire h4 · Cavalier blanc sur case noire c3 · Cavalier blanc sur case blanche f3 · Pion blanc sur case blanche a2 · Pion blanc sur case noire b2 · Pion blanc sur case blanche c2 · Dame blanche sur case blanche e2 · Pion blanc sur case noire f2 · Pion blanc sur case blanche g2 · Pion blanc sur case noire h2 · Tour blanche sur case noire a1 · Tour blanche sur case blanche f1 · Roi blanc sur case noire g1 | Tour noire sur case blanche a8 · Dame noire sur case noire d8 · Tour noire sur case noire f8 · Roi noir sur case blanche g8 · Pion noir sur case noire a7 · Pion noir sur case blanche b7 · Pion noir sur case blanche f7 · Pion noir sur case noire g7 · Cavalier noir sur case noire f6 · Pion noir sur case noire h6 · Fou noir sur case noire c5 · Pion noir sur case blanche d5 · Fou noir sur case blanche g4 · Fou blanc sur case noire h4 · Cavalier blanc sur case noire c3 · Cavalier blanc sur case blanche f3 · Pion blanc sur case blanche a2 · Pion blanc sur case noire b2 · Pion blanc sur case blanche c2 · Dame blanche sur case blanche e2 · Pion blanc sur case noire f2 · Pion blanc sur case blanche g2 · Pion blanc sur case noire h2 · Tour blanche sur case noire a1 · Tour blanche sur case blanche f1 · Roi blanc sur case noire g1 | Tour noire sur case blanche a8 · Dame noire sur case noire d8 · Tour noire sur case noire f8 · Roi noir sur case blanche g8 · Pion noir sur case noire a7 · Pion noir sur case blanche b7 · Pion noir sur case blanche f7 · Pion noir sur case noire g7 · Cavalier noir sur case noire f6 · Pion noir sur case noire h6 · Fou noir sur case noire c5 · Pion noir sur case blanche d5 · Fou noir sur case blanche g4 · Fou blanc sur case noire h4 · Cavalier blanc sur case noire c3 · Cavalier blanc sur case blanche f3 · Pion blanc sur case blanche a2 · Pion blanc sur case noire b2 · Pion blanc sur case blanche c2 · Dame blanche sur case blanche e2 · Pion blanc sur case noire f2 · Pion blanc sur case blanche g2 · Pion blanc sur case noire h2 · Tour blanche sur case noire a1 · Tour blanche sur case blanche f1 · Roi blanc sur case noire g1 | Tour noire sur case blanche a8 · Dame noire sur case noire d8 · Tour noire sur case noire f8 · Roi noir sur case blanche g8 · Pion noir sur case noire a7 · Pion noir sur case blanche b7 · Pion noir sur case blanche f7 · Pion noir sur case noire g7 · Cavalier noir sur case noire f6 · Pion noir sur case noire h6 · Fou noir sur case noire c5 · Pion noir sur case blanche d5 · Fou noir sur case blanche g4 · Fou blanc sur case noire h4 · Cavalier blanc sur case noire c3 · Cavalier blanc sur case blanche f3 · Pion blanc sur case blanche a2 · Pion blanc sur case noire b2 · Pion blanc sur case blanche c2 · Dame blanche sur case blanche e2 · Pion blanc sur case noire f2 · Pion blanc sur case blanche g2 · Pion blanc sur case noire h2 · Tour blanche sur case noire a1 · Tour blanche sur case blanche f1 · Roi blanc sur case noire g1 | Tour noire sur case blanche a8 · Dame noire sur case noire d8 · Tour noire sur case noire f8 · Roi noir sur case blanche g8 · Pion noir sur case noire a7 · Pion noir sur case blanche b7 · Pion noir sur case blanche f7 · Pion noir sur case noire g7 · Cavalier noir sur case noire f6 · Pion noir sur case noire h6 · Fou noir sur case noire c5 · Pion noir sur case blanche d5 · Fou noir sur case blanche g4 · Fou blanc sur case noire h4 · Cavalier blanc sur case noire c3 · Cavalier blanc sur case blanche f3 · Pion blanc sur case blanche a2 · Pion blanc sur case noire b2 · Pion blanc sur case blanche c2 · Dame blanche sur case blanche e2 · Pion blanc sur case noire f2 · Pion blanc sur case blanche g2 · Pion blanc sur case noire h2 · Tour blanche sur case noire a1 · Tour blanche sur case blanche f1 · Roi blanc sur case noire g1 | Tour noire sur case blanche a8 · Dame noire sur case noire d8 · Tour noire sur case noire f8 · Roi noir sur case blanche g8 · Pion noir sur case noire a7 · Pion noir sur case blanche b7 · Pion noir sur case blanche f7 · Pion noir sur case noire g7 · Cavalier noir sur case noire f6 · Pion noir sur case noire h6 · Fou noir sur case noire c5 · Pion noir sur case blanche d5 · Fou noir sur case blanche g4 · Fou blanc sur case noire h4 · Cavalier blanc sur case noire c3 · Cavalier blanc sur case blanche f3 · Pion blanc sur case blanche a2 · Pion blanc sur case noire b2 · Pion blanc sur case blanche c2 · Dame blanche sur case blanche e2 · Pion blanc sur case noire f2 · Pion blanc sur case blanche g2 · Pion blanc sur case noire h2 · Tour blanche sur case noire a1 · Tour blanche sur case blanche f1 · Roi blanc sur case noire g1 | 6 |
| 5 | Tour noire sur case blanche a8 · Dame noire sur case noire d8 · Tour noire sur case noire f8 · Roi noir sur case blanche g8 · Pion noir sur case noire a7 · Pion noir sur case blanche b7 · Pion noir sur case blanche f7 · Pion noir sur case noire g7 · Cavalier noir sur case noire f6 · Pion noir sur case noire h6 · Fou noir sur case noire c5 · Pion noir sur case blanche d5 · Fou noir sur case blanche g4 · Fou blanc sur case noire h4 · Cavalier blanc sur case noire c3 · Cavalier blanc sur case blanche f3 · Pion blanc sur case blanche a2 · Pion blanc sur case noire b2 · Pion blanc sur case blanche c2 · Dame blanche sur case blanche e2 · Pion blanc sur case noire f2 · Pion blanc sur case blanche g2 · Pion blanc sur case noire h2 · Tour blanche sur case noire a1 · Tour blanche sur case blanche f1 · Roi blanc sur case noire g1 | Tour noire sur case blanche a8 · Dame noire sur case noire d8 · Tour noire sur case noire f8 · Roi noir sur case blanche g8 · Pion noir sur case noire a7 · Pion noir sur case blanche b7 · Pion noir sur case blanche f7 · Pion noir sur case noire g7 · Cavalier noir sur case noire f6 · Pion noir sur case noire h6 · Fou noir sur case noire c5 · Pion noir sur case blanche d5 · Fou noir sur case blanche g4 · Fou blanc sur case noire h4 · Cavalier blanc sur case noire c3 · Cavalier blanc sur case blanche f3 · Pion blanc sur case blanche a2 · Pion blanc sur case noire b2 · Pion blanc sur case blanche c2 · Dame blanche sur case blanche e2 · Pion blanc sur case noire f2 · Pion blanc sur case blanche g2 · Pion blanc sur case noire h2 · Tour blanche sur case noire a1 · Tour blanche sur case blanche f1 · Roi blanc sur case noire g1 | Tour noire sur case blanche a8 · Dame noire sur case noire d8 · Tour noire sur case noire f8 · Roi noir sur case blanche g8 · Pion noir sur case noire a7 · Pion noir sur case blanche b7 · Pion noir sur case blanche f7 · Pion noir sur case noire g7 · Cavalier noir sur case noire f6 · Pion noir sur case noire h6 · Fou noir sur case noire c5 · Pion noir sur case blanche d5 · Fou noir sur case blanche g4 · Fou blanc sur case noire h4 · Cavalier blanc sur case noire c3 · Cavalier blanc sur case blanche f3 · Pion blanc sur case blanche a2 · Pion blanc sur case noire b2 · Pion blanc sur case blanche c2 · Dame blanche sur case blanche e2 · Pion blanc sur case noire f2 · Pion blanc sur case blanche g2 · Pion blanc sur case noire h2 · Tour blanche sur case noire a1 · Tour blanche sur case blanche f1 · Roi blanc sur case noire g1 | Tour noire sur case blanche a8 · Dame noire sur case noire d8 · Tour noire sur case noire f8 · Roi noir sur case blanche g8 · Pion noir sur case noire a7 · Pion noir sur case blanche b7 · Pion noir sur case blanche f7 · Pion noir sur case noire g7 · Cavalier noir sur case noire f6 · Pion noir sur case noire h6 · Fou noir sur case noire c5 · Pion noir sur case blanche d5 · Fou noir sur case blanche g4 · Fou blanc sur case noire h4 · Cavalier blanc sur case noire c3 · Cavalier blanc sur case blanche f3 · Pion blanc sur case blanche a2 · Pion blanc sur case noire b2 · Pion blanc sur case blanche c2 · Dame blanche sur case blanche e2 · Pion blanc sur case noire f2 · Pion blanc sur case blanche g2 · Pion blanc sur case noire h2 · Tour blanche sur case noire a1 · Tour blanche sur case blanche f1 · Roi blanc sur case noire g1 | Tour noire sur case blanche a8 · Dame noire sur case noire d8 · Tour noire sur case noire f8 · Roi noir sur case blanche g8 · Pion noir sur case noire a7 · Pion noir sur case blanche b7 · Pion noir sur case blanche f7 · Pion noir sur case noire g7 · Cavalier noir sur case noire f6 · Pion noir sur case noire h6 · Fou noir sur case noire c5 · Pion noir sur case blanche d5 · Fou noir sur case blanche g4 · Fou blanc sur case noire h4 · Cavalier blanc sur case noire c3 · Cavalier blanc sur case blanche f3 · Pion blanc sur case blanche a2 · Pion blanc sur case noire b2 · Pion blanc sur case blanche c2 · Dame blanche sur case blanche e2 · Pion blanc sur case noire f2 · Pion blanc sur case blanche g2 · Pion blanc sur case noire h2 · Tour blanche sur case noire a1 · Tour blanche sur case blanche f1 · Roi blanc sur case noire g1 | Tour noire sur case blanche a8 · Dame noire sur case noire d8 · Tour noire sur case noire f8 · Roi noir sur case blanche g8 · Pion noir sur case noire a7 · Pion noir sur case blanche b7 · Pion noir sur case blanche f7 · Pion noir sur case noire g7 · Cavalier noir sur case noire f6 · Pion noir sur case noire h6 · Fou noir sur case noire c5 · Pion noir sur case blanche d5 · Fou noir sur case blanche g4 · Fou blanc sur case noire h4 · Cavalier blanc sur case noire c3 · Cavalier blanc sur case blanche f3 · Pion blanc sur case blanche a2 · Pion blanc sur case noire b2 · Pion blanc sur case blanche c2 · Dame blanche sur case blanche e2 · Pion blanc sur case noire f2 · Pion blanc sur case blanche g2 · Pion blanc sur case noire h2 · Tour blanche sur case noire a1 · Tour blanche sur case blanche f1 · Roi blanc sur case noire g1 | Tour noire sur case blanche a8 · Dame noire sur case noire d8 · Tour noire sur case noire f8 · Roi noir sur case blanche g8 · Pion noir sur case noire a7 · Pion noir sur case blanche b7 · Pion noir sur case blanche f7 · Pion noir sur case noire g7 · Cavalier noir sur case noire f6 · Pion noir sur case noire h6 · Fou noir sur case noire c5 · Pion noir sur case blanche d5 · Fou noir sur case blanche g4 · Fou blanc sur case noire h4 · Cavalier blanc sur case noire c3 · Cavalier blanc sur case blanche f3 · Pion blanc sur case blanche a2 · Pion blanc sur case noire b2 · Pion blanc sur case blanche c2 · Dame blanche sur case blanche e2 · Pion blanc sur case noire f2 · Pion blanc sur case blanche g2 · Pion blanc sur case noire h2 · Tour blanche sur case noire a1 · Tour blanche sur case blanche f1 · Roi blanc sur case noire g1 | Tour noire sur case blanche a8 · Dame noire sur case noire d8 · Tour noire sur case noire f8 · Roi noir sur case blanche g8 · Pion noir sur case noire a7 · Pion noir sur case blanche b7 · Pion noir sur case blanche f7 · Pion noir sur case noire g7 · Cavalier noir sur case noire f6 · Pion noir sur case noire h6 · Fou noir sur case noire c5 · Pion noir sur case blanche d5 · Fou noir sur case blanche g4 · Fou blanc sur case noire h4 · Cavalier blanc sur case noire c3 · Cavalier blanc sur case blanche f3 · Pion blanc sur case blanche a2 · Pion blanc sur case noire b2 · Pion blanc sur case blanche c2 · Dame blanche sur case blanche e2 · Pion blanc sur case noire f2 · Pion blanc sur case blanche g2 · Pion blanc sur case noire h2 · Tour blanche sur case noire a1 · Tour blanche sur case blanche f1 · Roi blanc sur case noire g1 | 5 |
| 4 | Tour noire sur case blanche a8 · Dame noire sur case noire d8 · Tour noire sur case noire f8 · Roi noir sur case blanche g8 · Pion noir sur case noire a7 · Pion noir sur case blanche b7 · Pion noir sur case blanche f7 · Pion noir sur case noire g7 · Cavalier noir sur case noire f6 · Pion noir sur case noire h6 · Fou noir sur case noire c5 · Pion noir sur case blanche d5 · Fou noir sur case blanche g4 · Fou blanc sur case noire h4 · Cavalier blanc sur case noire c3 · Cavalier blanc sur case blanche f3 · Pion blanc sur case blanche a2 · Pion blanc sur case noire b2 · Pion blanc sur case blanche c2 · Dame blanche sur case blanche e2 · Pion blanc sur case noire f2 · Pion blanc sur case blanche g2 · Pion blanc sur case noire h2 · Tour blanche sur case noire a1 · Tour blanche sur case blanche f1 · Roi blanc sur case noire g1 | Tour noire sur case blanche a8 · Dame noire sur case noire d8 · Tour noire sur case noire f8 · Roi noir sur case blanche g8 · Pion noir sur case noire a7 · Pion noir sur case blanche b7 · Pion noir sur case blanche f7 · Pion noir sur case noire g7 · Cavalier noir sur case noire f6 · Pion noir sur case noire h6 · Fou noir sur case noire c5 · Pion noir sur case blanche d5 · Fou noir sur case blanche g4 · Fou blanc sur case noire h4 · Cavalier blanc sur case noire c3 · Cavalier blanc sur case blanche f3 · Pion blanc sur case blanche a2 · Pion blanc sur case noire b2 · Pion blanc sur case blanche c2 · Dame blanche sur case blanche e2 · Pion blanc sur case noire f2 · Pion blanc sur case blanche g2 · Pion blanc sur case noire h2 · Tour blanche sur case noire a1 · Tour blanche sur case blanche f1 · Roi blanc sur case noire g1 | Tour noire sur case blanche a8 · Dame noire sur case noire d8 · Tour noire sur case noire f8 · Roi noir sur case blanche g8 · Pion noir sur case noire a7 · Pion noir sur case blanche b7 · Pion noir sur case blanche f7 · Pion noir sur case noire g7 · Cavalier noir sur case noire f6 · Pion noir sur case noire h6 · Fou noir sur case noire c5 · Pion noir sur case blanche d5 · Fou noir sur case blanche g4 · Fou blanc sur case noire h4 · Cavalier blanc sur case noire c3 · Cavalier blanc sur case blanche f3 · Pion blanc sur case blanche a2 · Pion blanc sur case noire b2 · Pion blanc sur case blanche c2 · Dame blanche sur case blanche e2 · Pion blanc sur case noire f2 · Pion blanc sur case blanche g2 · Pion blanc sur case noire h2 · Tour blanche sur case noire a1 · Tour blanche sur case blanche f1 · Roi blanc sur case noire g1 | Tour noire sur case blanche a8 · Dame noire sur case noire d8 · Tour noire sur case noire f8 · Roi noir sur case blanche g8 · Pion noir sur case noire a7 · Pion noir sur case blanche b7 · Pion noir sur case blanche f7 · Pion noir sur case noire g7 · Cavalier noir sur case noire f6 · Pion noir sur case noire h6 · Fou noir sur case noire c5 · Pion noir sur case blanche d5 · Fou noir sur case blanche g4 · Fou blanc sur case noire h4 · Cavalier blanc sur case noire c3 · Cavalier blanc sur case blanche f3 · Pion blanc sur case blanche a2 · Pion blanc sur case noire b2 · Pion blanc sur case blanche c2 · Dame blanche sur case blanche e2 · Pion blanc sur case noire f2 · Pion blanc sur case blanche g2 · Pion blanc sur case noire h2 · Tour blanche sur case noire a1 · Tour blanche sur case blanche f1 · Roi blanc sur case noire g1 | Tour noire sur case blanche a8 · Dame noire sur case noire d8 · Tour noire sur case noire f8 · Roi noir sur case blanche g8 · Pion noir sur case noire a7 · Pion noir sur case blanche b7 · Pion noir sur case blanche f7 · Pion noir sur case noire g7 · Cavalier noir sur case noire f6 · Pion noir sur case noire h6 · Fou noir sur case noire c5 · Pion noir sur case blanche d5 · Fou noir sur case blanche g4 · Fou blanc sur case noire h4 · Cavalier blanc sur case noire c3 · Cavalier blanc sur case blanche f3 · Pion blanc sur case blanche a2 · Pion blanc sur case noire b2 · Pion blanc sur case blanche c2 · Dame blanche sur case blanche e2 · Pion blanc sur case noire f2 · Pion blanc sur case blanche g2 · Pion blanc sur case noire h2 · Tour blanche sur case noire a1 · Tour blanche sur case blanche f1 · Roi blanc sur case noire g1 | Tour noire sur case blanche a8 · Dame noire sur case noire d8 · Tour noire sur case noire f8 · Roi noir sur case blanche g8 · Pion noir sur case noire a7 · Pion noir sur case blanche b7 · Pion noir sur case blanche f7 · Pion noir sur case noire g7 · Cavalier noir sur case noire f6 · Pion noir sur case noire h6 · Fou noir sur case noire c5 · Pion noir sur case blanche d5 · Fou noir sur case blanche g4 · Fou blanc sur case noire h4 · Cavalier blanc sur case noire c3 · Cavalier blanc sur case blanche f3 · Pion blanc sur case blanche a2 · Pion blanc sur case noire b2 · Pion blanc sur case blanche c2 · Dame blanche sur case blanche e2 · Pion blanc sur case noire f2 · Pion blanc sur case blanche g2 · Pion blanc sur case noire h2 · Tour blanche sur case noire a1 · Tour blanche sur case blanche f1 · Roi blanc sur case noire g1 | Tour noire sur case blanche a8 · Dame noire sur case noire d8 · Tour noire sur case noire f8 · Roi noir sur case blanche g8 · Pion noir sur case noire a7 · Pion noir sur case blanche b7 · Pion noir sur case blanche f7 · Pion noir sur case noire g7 · Cavalier noir sur case noire f6 · Pion noir sur case noire h6 · Fou noir sur case noire c5 · Pion noir sur case blanche d5 · Fou noir sur case blanche g4 · Fou blanc sur case noire h4 · Cavalier blanc sur case noire c3 · Cavalier blanc sur case blanche f3 · Pion blanc sur case blanche a2 · Pion blanc sur case noire b2 · Pion blanc sur case blanche c2 · Dame blanche sur case blanche e2 · Pion blanc sur case noire f2 · Pion blanc sur case blanche g2 · Pion blanc sur case noire h2 · Tour blanche sur case noire a1 · Tour blanche sur case blanche f1 · Roi blanc sur case noire g1 | Tour noire sur case blanche a8 · Dame noire sur case noire d8 · Tour noire sur case noire f8 · Roi noir sur case blanche g8 · Pion noir sur case noire a7 · Pion noir sur case blanche b7 · Pion noir sur case blanche f7 · Pion noir sur case noire g7 · Cavalier noir sur case noire f6 · Pion noir sur case noire h6 · Fou noir sur case noire c5 · Pion noir sur case blanche d5 · Fou noir sur case blanche g4 · Fou blanc sur case noire h4 · Cavalier blanc sur case noire c3 · Cavalier blanc sur case blanche f3 · Pion blanc sur case blanche a2 · Pion blanc sur case noire b2 · Pion blanc sur case blanche c2 · Dame blanche sur case blanche e2 · Pion blanc sur case noire f2 · Pion blanc sur case blanche g2 · Pion blanc sur case noire h2 · Tour blanche sur case noire a1 · Tour blanche sur case blanche f1 · Roi blanc sur case noire g1 | 4 |
| 3 | Tour noire sur case blanche a8 · Dame noire sur case noire d8 · Tour noire sur case noire f8 · Roi noir sur case blanche g8 · Pion noir sur case noire a7 · Pion noir sur case blanche b7 · Pion noir sur case blanche f7 · Pion noir sur case noire g7 · Cavalier noir sur case noire f6 · Pion noir sur case noire h6 · Fou noir sur case noire c5 · Pion noir sur case blanche d5 · Fou noir sur case blanche g4 · Fou blanc sur case noire h4 · Cavalier blanc sur case noire c3 · Cavalier blanc sur case blanche f3 · Pion blanc sur case blanche a2 · Pion blanc sur case noire b2 · Pion blanc sur case blanche c2 · Dame blanche sur case blanche e2 · Pion blanc sur case noire f2 · Pion blanc sur case blanche g2 · Pion blanc sur case noire h2 · Tour blanche sur case noire a1 · Tour blanche sur case blanche f1 · Roi blanc sur case noire g1 | Tour noire sur case blanche a8 · Dame noire sur case noire d8 · Tour noire sur case noire f8 · Roi noir sur case blanche g8 · Pion noir sur case noire a7 · Pion noir sur case blanche b7 · Pion noir sur case blanche f7 · Pion noir sur case noire g7 · Cavalier noir sur case noire f6 · Pion noir sur case noire h6 · Fou noir sur case noire c5 · Pion noir sur case blanche d5 · Fou noir sur case blanche g4 · Fou blanc sur case noire h4 · Cavalier blanc sur case noire c3 · Cavalier blanc sur case blanche f3 · Pion blanc sur case blanche a2 · Pion blanc sur case noire b2 · Pion blanc sur case blanche c2 · Dame blanche sur case blanche e2 · Pion blanc sur case noire f2 · Pion blanc sur case blanche g2 · Pion blanc sur case noire h2 · Tour blanche sur case noire a1 · Tour blanche sur case blanche f1 · Roi blanc sur case noire g1 | Tour noire sur case blanche a8 · Dame noire sur case noire d8 · Tour noire sur case noire f8 · Roi noir sur case blanche g8 · Pion noir sur case noire a7 · Pion noir sur case blanche b7 · Pion noir sur case blanche f7 · Pion noir sur case noire g7 · Cavalier noir sur case noire f6 · Pion noir sur case noire h6 · Fou noir sur case noire c5 · Pion noir sur case blanche d5 · Fou noir sur case blanche g4 · Fou blanc sur case noire h4 · Cavalier blanc sur case noire c3 · Cavalier blanc sur case blanche f3 · Pion blanc sur case blanche a2 · Pion blanc sur case noire b2 · Pion blanc sur case blanche c2 · Dame blanche sur case blanche e2 · Pion blanc sur case noire f2 · Pion blanc sur case blanche g2 · Pion blanc sur case noire h2 · Tour blanche sur case noire a1 · Tour blanche sur case blanche f1 · Roi blanc sur case noire g1 | Tour noire sur case blanche a8 · Dame noire sur case noire d8 · Tour noire sur case noire f8 · Roi noir sur case blanche g8 · Pion noir sur case noire a7 · Pion noir sur case blanche b7 · Pion noir sur case blanche f7 · Pion noir sur case noire g7 · Cavalier noir sur case noire f6 · Pion noir sur case noire h6 · Fou noir sur case noire c5 · Pion noir sur case blanche d5 · Fou noir sur case blanche g4 · Fou blanc sur case noire h4 · Cavalier blanc sur case noire c3 · Cavalier blanc sur case blanche f3 · Pion blanc sur case blanche a2 · Pion blanc sur case noire b2 · Pion blanc sur case blanche c2 · Dame blanche sur case blanche e2 · Pion blanc sur case noire f2 · Pion blanc sur case blanche g2 · Pion blanc sur case noire h2 · Tour blanche sur case noire a1 · Tour blanche sur case blanche f1 · Roi blanc sur case noire g1 | Tour noire sur case blanche a8 · Dame noire sur case noire d8 · Tour noire sur case noire f8 · Roi noir sur case blanche g8 · Pion noir sur case noire a7 · Pion noir sur case blanche b7 · Pion noir sur case blanche f7 · Pion noir sur case noire g7 · Cavalier noir sur case noire f6 · Pion noir sur case noire h6 · Fou noir sur case noire c5 · Pion noir sur case blanche d5 · Fou noir sur case blanche g4 · Fou blanc sur case noire h4 · Cavalier blanc sur case noire c3 · Cavalier blanc sur case blanche f3 · Pion blanc sur case blanche a2 · Pion blanc sur case noire b2 · Pion blanc sur case blanche c2 · Dame blanche sur case blanche e2 · Pion blanc sur case noire f2 · Pion blanc sur case blanche g2 · Pion blanc sur case noire h2 · Tour blanche sur case noire a1 · Tour blanche sur case blanche f1 · Roi blanc sur case noire g1 | Tour noire sur case blanche a8 · Dame noire sur case noire d8 · Tour noire sur case noire f8 · Roi noir sur case blanche g8 · Pion noir sur case noire a7 · Pion noir sur case blanche b7 · Pion noir sur case blanche f7 · Pion noir sur case noire g7 · Cavalier noir sur case noire f6 · Pion noir sur case noire h6 · Fou noir sur case noire c5 · Pion noir sur case blanche d5 · Fou noir sur case blanche g4 · Fou blanc sur case noire h4 · Cavalier blanc sur case noire c3 · Cavalier blanc sur case blanche f3 · Pion blanc sur case blanche a2 · Pion blanc sur case noire b2 · Pion blanc sur case blanche c2 · Dame blanche sur case blanche e2 · Pion blanc sur case noire f2 · Pion blanc sur case blanche g2 · Pion blanc sur case noire h2 · Tour blanche sur case noire a1 · Tour blanche sur case blanche f1 · Roi blanc sur case noire g1 | Tour noire sur case blanche a8 · Dame noire sur case noire d8 · Tour noire sur case noire f8 · Roi noir sur case blanche g8 · Pion noir sur case noire a7 · Pion noir sur case blanche b7 · Pion noir sur case blanche f7 · Pion noir sur case noire g7 · Cavalier noir sur case noire f6 · Pion noir sur case noire h6 · Fou noir sur case noire c5 · Pion noir sur case blanche d5 · Fou noir sur case blanche g4 · Fou blanc sur case noire h4 · Cavalier blanc sur case noire c3 · Cavalier blanc sur case blanche f3 · Pion blanc sur case blanche a2 · Pion blanc sur case noire b2 · Pion blanc sur case blanche c2 · Dame blanche sur case blanche e2 · Pion blanc sur case noire f2 · Pion blanc sur case blanche g2 · Pion blanc sur case noire h2 · Tour blanche sur case noire a1 · Tour blanche sur case blanche f1 · Roi blanc sur case noire g1 | Tour noire sur case blanche a8 · Dame noire sur case noire d8 · Tour noire sur case noire f8 · Roi noir sur case blanche g8 · Pion noir sur case noire a7 · Pion noir sur case blanche b7 · Pion noir sur case blanche f7 · Pion noir sur case noire g7 · Cavalier noir sur case noire f6 · Pion noir sur case noire h6 · Fou noir sur case noire c5 · Pion noir sur case blanche d5 · Fou noir sur case blanche g4 · Fou blanc sur case noire h4 · Cavalier blanc sur case noire c3 · Cavalier blanc sur case blanche f3 · Pion blanc sur case blanche a2 · Pion blanc sur case noire b2 · Pion blanc sur case blanche c2 · Dame blanche sur case blanche e2 · Pion blanc sur case noire f2 · Pion blanc sur case blanche g2 · Pion blanc sur case noire h2 · Tour blanche sur case noire a1 · Tour blanche sur case blanche f1 · Roi blanc sur case noire g1 | 3 |
| 2 | Tour noire sur case blanche a8 · Dame noire sur case noire d8 · Tour noire sur case noire f8 · Roi noir sur case blanche g8 · Pion noir sur case noire a7 · Pion noir sur case blanche b7 · Pion noir sur case blanche f7 · Pion noir sur case noire g7 · Cavalier noir sur case noire f6 · Pion noir sur case noire h6 · Fou noir sur case noire c5 · Pion noir sur case blanche d5 · Fou noir sur case blanche g4 · Fou blanc sur case noire h4 · Cavalier blanc sur case noire c3 · Cavalier blanc sur case blanche f3 · Pion blanc sur case blanche a2 · Pion blanc sur case noire b2 · Pion blanc sur case blanche c2 · Dame blanche sur case blanche e2 · Pion blanc sur case noire f2 · Pion blanc sur case blanche g2 · Pion blanc sur case noire h2 · Tour blanche sur case noire a1 · Tour blanche sur case blanche f1 · Roi blanc sur case noire g1 | Tour noire sur case blanche a8 · Dame noire sur case noire d8 · Tour noire sur case noire f8 · Roi noir sur case blanche g8 · Pion noir sur case noire a7 · Pion noir sur case blanche b7 · Pion noir sur case blanche f7 · Pion noir sur case noire g7 · Cavalier noir sur case noire f6 · Pion noir sur case noire h6 · Fou noir sur case noire c5 · Pion noir sur case blanche d5 · Fou noir sur case blanche g4 · Fou blanc sur case noire h4 · Cavalier blanc sur case noire c3 · Cavalier blanc sur case blanche f3 · Pion blanc sur case blanche a2 · Pion blanc sur case noire b2 · Pion blanc sur case blanche c2 · Dame blanche sur case blanche e2 · Pion blanc sur case noire f2 · Pion blanc sur case blanche g2 · Pion blanc sur case noire h2 · Tour blanche sur case noire a1 · Tour blanche sur case blanche f1 · Roi blanc sur case noire g1 | Tour noire sur case blanche a8 · Dame noire sur case noire d8 · Tour noire sur case noire f8 · Roi noir sur case blanche g8 · Pion noir sur case noire a7 · Pion noir sur case blanche b7 · Pion noir sur case blanche f7 · Pion noir sur case noire g7 · Cavalier noir sur case noire f6 · Pion noir sur case noire h6 · Fou noir sur case noire c5 · Pion noir sur case blanche d5 · Fou noir sur case blanche g4 · Fou blanc sur case noire h4 · Cavalier blanc sur case noire c3 · Cavalier blanc sur case blanche f3 · Pion blanc sur case blanche a2 · Pion blanc sur case noire b2 · Pion blanc sur case blanche c2 · Dame blanche sur case blanche e2 · Pion blanc sur case noire f2 · Pion blanc sur case blanche g2 · Pion blanc sur case noire h2 · Tour blanche sur case noire a1 · Tour blanche sur case blanche f1 · Roi blanc sur case noire g1 | Tour noire sur case blanche a8 · Dame noire sur case noire d8 · Tour noire sur case noire f8 · Roi noir sur case blanche g8 · Pion noir sur case noire a7 · Pion noir sur case blanche b7 · Pion noir sur case blanche f7 · Pion noir sur case noire g7 · Cavalier noir sur case noire f6 · Pion noir sur case noire h6 · Fou noir sur case noire c5 · Pion noir sur case blanche d5 · Fou noir sur case blanche g4 · Fou blanc sur case noire h4 · Cavalier blanc sur case noire c3 · Cavalier blanc sur case blanche f3 · Pion blanc sur case blanche a2 · Pion blanc sur case noire b2 · Pion blanc sur case blanche c2 · Dame blanche sur case blanche e2 · Pion blanc sur case noire f2 · Pion blanc sur case blanche g2 · Pion blanc sur case noire h2 · Tour blanche sur case noire a1 · Tour blanche sur case blanche f1 · Roi blanc sur case noire g1 | Tour noire sur case blanche a8 · Dame noire sur case noire d8 · Tour noire sur case noire f8 · Roi noir sur case blanche g8 · Pion noir sur case noire a7 · Pion noir sur case blanche b7 · Pion noir sur case blanche f7 · Pion noir sur case noire g7 · Cavalier noir sur case noire f6 · Pion noir sur case noire h6 · Fou noir sur case noire c5 · Pion noir sur case blanche d5 · Fou noir sur case blanche g4 · Fou blanc sur case noire h4 · Cavalier blanc sur case noire c3 · Cavalier blanc sur case blanche f3 · Pion blanc sur case blanche a2 · Pion blanc sur case noire b2 · Pion blanc sur case blanche c2 · Dame blanche sur case blanche e2 · Pion blanc sur case noire f2 · Pion blanc sur case blanche g2 · Pion blanc sur case noire h2 · Tour blanche sur case noire a1 · Tour blanche sur case blanche f1 · Roi blanc sur case noire g1 | Tour noire sur case blanche a8 · Dame noire sur case noire d8 · Tour noire sur case noire f8 · Roi noir sur case blanche g8 · Pion noir sur case noire a7 · Pion noir sur case blanche b7 · Pion noir sur case blanche f7 · Pion noir sur case noire g7 · Cavalier noir sur case noire f6 · Pion noir sur case noire h6 · Fou noir sur case noire c5 · Pion noir sur case blanche d5 · Fou noir sur case blanche g4 · Fou blanc sur case noire h4 · Cavalier blanc sur case noire c3 · Cavalier blanc sur case blanche f3 · Pion blanc sur case blanche a2 · Pion blanc sur case noire b2 · Pion blanc sur case blanche c2 · Dame blanche sur case blanche e2 · Pion blanc sur case noire f2 · Pion blanc sur case blanche g2 · Pion blanc sur case noire h2 · Tour blanche sur case noire a1 · Tour blanche sur case blanche f1 · Roi blanc sur case noire g1 | Tour noire sur case blanche a8 · Dame noire sur case noire d8 · Tour noire sur case noire f8 · Roi noir sur case blanche g8 · Pion noir sur case noire a7 · Pion noir sur case blanche b7 · Pion noir sur case blanche f7 · Pion noir sur case noire g7 · Cavalier noir sur case noire f6 · Pion noir sur case noire h6 · Fou noir sur case noire c5 · Pion noir sur case blanche d5 · Fou noir sur case blanche g4 · Fou blanc sur case noire h4 · Cavalier blanc sur case noire c3 · Cavalier blanc sur case blanche f3 · Pion blanc sur case blanche a2 · Pion blanc sur case noire b2 · Pion blanc sur case blanche c2 · Dame blanche sur case blanche e2 · Pion blanc sur case noire f2 · Pion blanc sur case blanche g2 · Pion blanc sur case noire h2 · Tour blanche sur case noire a1 · Tour blanche sur case blanche f1 · Roi blanc sur case noire g1 | Tour noire sur case blanche a8 · Dame noire sur case noire d8 · Tour noire sur case noire f8 · Roi noir sur case blanche g8 · Pion noir sur case noire a7 · Pion noir sur case blanche b7 · Pion noir sur case blanche f7 · Pion noir sur case noire g7 · Cavalier noir sur case noire f6 · Pion noir sur case noire h6 · Fou noir sur case noire c5 · Pion noir sur case blanche d5 · Fou noir sur case blanche g4 · Fou blanc sur case noire h4 · Cavalier blanc sur case noire c3 · Cavalier blanc sur case blanche f3 · Pion blanc sur case blanche a2 · Pion blanc sur case noire b2 · Pion blanc sur case blanche c2 · Dame blanche sur case blanche e2 · Pion blanc sur case noire f2 · Pion blanc sur case blanche g2 · Pion blanc sur case noire h2 · Tour blanche sur case noire a1 · Tour blanche sur case blanche f1 · Roi blanc sur case noire g1 | 2 |
| 1 | Tour noire sur case blanche a8 · Dame noire sur case noire d8 · Tour noire sur case noire f8 · Roi noir sur case blanche g8 · Pion noir sur case noire a7 · Pion noir sur case blanche b7 · Pion noir sur case blanche f7 · Pion noir sur case noire g7 · Cavalier noir sur case noire f6 · Pion noir sur case noire h6 · Fou noir sur case noire c5 · Pion noir sur case blanche d5 · Fou noir sur case blanche g4 · Fou blanc sur case noire h4 · Cavalier blanc sur case noire c3 · Cavalier blanc sur case blanche f3 · Pion blanc sur case blanche a2 · Pion blanc sur case noire b2 · Pion blanc sur case blanche c2 · Dame blanche sur case blanche e2 · Pion blanc sur case noire f2 · Pion blanc sur case blanche g2 · Pion blanc sur case noire h2 · Tour blanche sur case noire a1 · Tour blanche sur case blanche f1 · Roi blanc sur case noire g1 | Tour noire sur case blanche a8 · Dame noire sur case noire d8 · Tour noire sur case noire f8 · Roi noir sur case blanche g8 · Pion noir sur case noire a7 · Pion noir sur case blanche b7 · Pion noir sur case blanche f7 · Pion noir sur case noire g7 · Cavalier noir sur case noire f6 · Pion noir sur case noire h6 · Fou noir sur case noire c5 · Pion noir sur case blanche d5 · Fou noir sur case blanche g4 · Fou blanc sur case noire h4 · Cavalier blanc sur case noire c3 · Cavalier blanc sur case blanche f3 · Pion blanc sur case blanche a2 · Pion blanc sur case noire b2 · Pion blanc sur case blanche c2 · Dame blanche sur case blanche e2 · Pion blanc sur case noire f2 · Pion blanc sur case blanche g2 · Pion blanc sur case noire h2 · Tour blanche sur case noire a1 · Tour blanche sur case blanche f1 · Roi blanc sur case noire g1 | Tour noire sur case blanche a8 · Dame noire sur case noire d8 · Tour noire sur case noire f8 · Roi noir sur case blanche g8 · Pion noir sur case noire a7 · Pion noir sur case blanche b7 · Pion noir sur case blanche f7 · Pion noir sur case noire g7 · Cavalier noir sur case noire f6 · Pion noir sur case noire h6 · Fou noir sur case noire c5 · Pion noir sur case blanche d5 · Fou noir sur case blanche g4 · Fou blanc sur case noire h4 · Cavalier blanc sur case noire c3 · Cavalier blanc sur case blanche f3 · Pion blanc sur case blanche a2 · Pion blanc sur case noire b2 · Pion blanc sur case blanche c2 · Dame blanche sur case blanche e2 · Pion blanc sur case noire f2 · Pion blanc sur case blanche g2 · Pion blanc sur case noire h2 · Tour blanche sur case noire a1 · Tour blanche sur case blanche f1 · Roi blanc sur case noire g1 | Tour noire sur case blanche a8 · Dame noire sur case noire d8 · Tour noire sur case noire f8 · Roi noir sur case blanche g8 · Pion noir sur case noire a7 · Pion noir sur case blanche b7 · Pion noir sur case blanche f7 · Pion noir sur case noire g7 · Cavalier noir sur case noire f6 · Pion noir sur case noire h6 · Fou noir sur case noire c5 · Pion noir sur case blanche d5 · Fou noir sur case blanche g4 · Fou blanc sur case noire h4 · Cavalier blanc sur case noire c3 · Cavalier blanc sur case blanche f3 · Pion blanc sur case blanche a2 · Pion blanc sur case noire b2 · Pion blanc sur case blanche c2 · Dame blanche sur case blanche e2 · Pion blanc sur case noire f2 · Pion blanc sur case blanche g2 · Pion blanc sur case noire h2 · Tour blanche sur case noire a1 · Tour blanche sur case blanche f1 · Roi blanc sur case noire g1 | Tour noire sur case blanche a8 · Dame noire sur case noire d8 · Tour noire sur case noire f8 · Roi noir sur case blanche g8 · Pion noir sur case noire a7 · Pion noir sur case blanche b7 · Pion noir sur case blanche f7 · Pion noir sur case noire g7 · Cavalier noir sur case noire f6 · Pion noir sur case noire h6 · Fou noir sur case noire c5 · Pion noir sur case blanche d5 · Fou noir sur case blanche g4 · Fou blanc sur case noire h4 · Cavalier blanc sur case noire c3 · Cavalier blanc sur case blanche f3 · Pion blanc sur case blanche a2 · Pion blanc sur case noire b2 · Pion blanc sur case blanche c2 · Dame blanche sur case blanche e2 · Pion blanc sur case noire f2 · Pion blanc sur case blanche g2 · Pion blanc sur case noire h2 · Tour blanche sur case noire a1 · Tour blanche sur case blanche f1 · Roi blanc sur case noire g1 | Tour noire sur case blanche a8 · Dame noire sur case noire d8 · Tour noire sur case noire f8 · Roi noir sur case blanche g8 · Pion noir sur case noire a7 · Pion noir sur case blanche b7 · Pion noir sur case blanche f7 · Pion noir sur case noire g7 · Cavalier noir sur case noire f6 · Pion noir sur case noire h6 · Fou noir sur case noire c5 · Pion noir sur case blanche d5 · Fou noir sur case blanche g4 · Fou blanc sur case noire h4 · Cavalier blanc sur case noire c3 · Cavalier blanc sur case blanche f3 · Pion blanc sur case blanche a2 · Pion blanc sur case noire b2 · Pion blanc sur case blanche c2 · Dame blanche sur case blanche e2 · Pion blanc sur case noire f2 · Pion blanc sur case blanche g2 · Pion blanc sur case noire h2 · Tour blanche sur case noire a1 · Tour blanche sur case blanche f1 · Roi blanc sur case noire g1 | Tour noire sur case blanche a8 · Dame noire sur case noire d8 · Tour noire sur case noire f8 · Roi noir sur case blanche g8 · Pion noir sur case noire a7 · Pion noir sur case blanche b7 · Pion noir sur case blanche f7 · Pion noir sur case noire g7 · Cavalier noir sur case noire f6 · Pion noir sur case noire h6 · Fou noir sur case noire c5 · Pion noir sur case blanche d5 · Fou noir sur case blanche g4 · Fou blanc sur case noire h4 · Cavalier blanc sur case noire c3 · Cavalier blanc sur case blanche f3 · Pion blanc sur case blanche a2 · Pion blanc sur case noire b2 · Pion blanc sur case blanche c2 · Dame blanche sur case blanche e2 · Pion blanc sur case noire f2 · Pion blanc sur case blanche g2 · Pion blanc sur case noire h2 · Tour blanche sur case noire a1 · Tour blanche sur case blanche f1 · Roi blanc sur case noire g1 | Tour noire sur case blanche a8 · Dame noire sur case noire d8 · Tour noire sur case noire f8 · Roi noir sur case blanche g8 · Pion noir sur case noire a7 · Pion noir sur case blanche b7 · Pion noir sur case blanche f7 · Pion noir sur case noire g7 · Cavalier noir sur case noire f6 · Pion noir sur case noire h6 · Fou noir sur case noire c5 · Pion noir sur case blanche d5 · Fou noir sur case blanche g4 · Fou blanc sur case noire h4 · Cavalier blanc sur case noire c3 · Cavalier blanc sur case blanche f3 · Pion blanc sur case blanche a2 · Pion blanc sur case noire b2 · Pion blanc sur case blanche c2 · Dame blanche sur case blanche e2 · Pion blanc sur case noire f2 · Pion blanc sur case blanche g2 · Pion blanc sur case noire h2 · Tour blanche sur case noire a1 · Tour blanche sur case blanche f1 · Roi blanc sur case noire g1 | 1 |
|   | a | b | c | d | e | f | g | h |   |

Après 1. e4 e6 2. d4 d5 3. Cc3 Cf6 4. exd5 exd5 5. Fd3 c5 6. dxc5 Fxc5 7. Cf3 0-0 8. 0-0 Cc6 9. Fg5 Fe6 10. Ce2 h6 11. Fh4 Fg4 12. Cc3 Cd4 13. Fe2 Cxe2+ 14. Dxe2, Capablanca ne fait pas ce que la position semble exiger (14...Te8, développant la Tour sur une colonne ouverte, tout en attaquant la Dame adverse); au lieu de cela, il joue à sa façon 14...Fd4 dans l'idée d'affaiblir la structure de pions blanche. L'idée nouvelle concernant le développement est la suivante :  « Le plan doit avoir priorité sur le développement et en quelque sorte le guider. Chaque principe du jeu de position, pris séparément, est exact, mais son application ou non dans l'ouverture dépend de la façon dont il s'insère dans le plan de développement. ».
La partie se poursuivit par : 15. Dd3 Fxc3 16. Dxc3 Ce4 « et les Noirs ont la possibilité de doubler et d'isoler un pion ennemi, soit sur la colonne c, soit sur la colonne f. ».
La vision créative – et révolutionnaire (Réti : « C'est cette partie qui a déclenché mes doutes sur le bien-fondé du vieux principe selon lequel chaque coup de l'ouverture doit contribuer au développement. En étudiant les parties de Capablanca, je me suis aperçu que contrairement à tous les autres maîtres de l'époque, il n'adhérait plus à ce principe ») – de Capablanca  a inauguré une nouvelle façon d'envisager le jeu, influençant par là-même de nombreuses personnes.
Cela dit, le propos de Réti ne concerne pas la valeur objective de ...Fd4 par rapport à ...Te8, mais la conception approfondie du plan par Capablanca. D'ailleurs, dans son ouvrage "Feldherrnkust in Schach (Berlin, 1970), Max Euwe ne juge pas 14...Fd4 supérieur à 14...Te8. Cependant, Réti affirme que 14...Te8 n'est pas un coup d'initiative, car les Blancs peuvent y répondre par 15. Dd3 qui supprime le clouage du Cavalier en f3 tout en faisant pression sur le pion Dame isolé en d5.

## Palmarès
Les tables suivantes donnent les résultats et les scores de Capablanca dans les tournois et les matchs.
La notation (+6 –4 =13) signifie : six victoires, quatre défaites et treize parties nulles.

### 1901-1909
En 1901, Capablanca remporta un match contre J. Corzo à La Havane (+4 -2 =6). Le livre du tournoi de La Havane 1913, écrit par Capablanca donne comme score : (+4 –3 =6). En 1902, il termina quatrième du championnat de Cuba avec 5,5 points sur 10 (+4 –3 =3), tournoi remporté par J. Corzo (8,5 / 10) devant E. Corzo (6 / 10). Sa première visite au Manhattan Chess Club eut lieu en 1904.
En 1906, il joua plusieurs parties pour l'université Columbia où il étudiait.
En 1909, Capablanca fit une tournée de parties simultanées aux États-Unis. Il terminait en général trente parties simultanées en deux heures. Le score lors de cette tournée fut de (+571 –13 =18). Il réalisa une série de 184 parties sans défaite lors de dix séances de parties simultanées avec seulement deux nulles avant de concéder une défaite à Minneapolis.

### 1909-1914: débuts internationaux

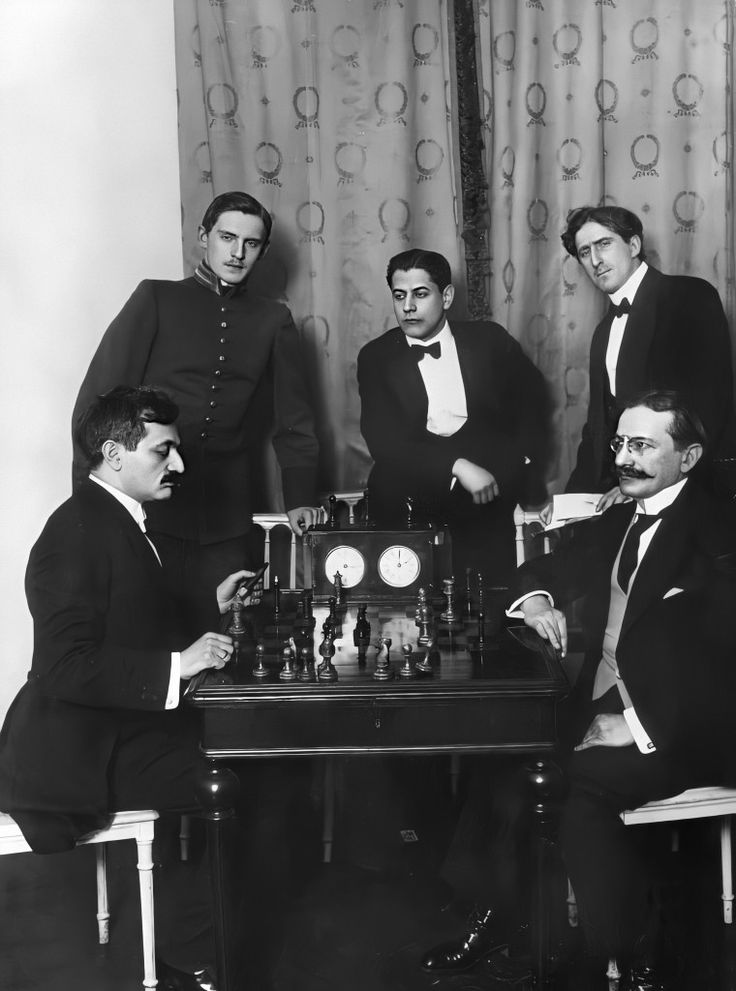
Capablanca (au centre) à Saint-Pétersbourg en 1914, entouré de Lasker, Alekhine, Marshall et Tarrasch.

De 1913 à 1918, Capablanca remporta cinq tournois à New York. En 1913–1914, il fit une tournée en Europe.
| Année | Seul vainqueur ou ex æquo | Deuxième |
| ----- | --- | --- |
| 1909  | New York (tournoi à handicap) : 12 / 14 (+11 −1 =2)(États-Unis) Match exhibition contre Marshall (+8 −1 =14) | |
| 1910  | Championnat de l'État de New York : 6,5 / 7 (+6 =1) | |
| 1911  | Tournoi de Saint-Sébastien : 10,5 / 14 (+6 −1 =7) (devant Rubinstein, Vidmar, Marshall, Nimzowitsch, Schlechter, Tarrasch, O. Bernstein, Spielmann, Teichman, Janowski, Maroczy, Burn, Duras et Leonhardt) | New York (2e) : 9,5 / 12 (+8 −1 =3) (tournoi remporté par Marshall)                                                           |
| 1912  | (New York) Matchs contre Jaffe : 2,5–0,5 (+2 −0 =1) et Chajes (1-0) | |
| 1913  | Tournoi national de New York : 11 / 13 (+10 −1 =2) (devant Marshall, Jaffe et Janowski)New York (tournoi du club Rice) : 13 / 13 (devant Duras)New York (tournoi rapide) : 5 / 5 (devant Marshall)(Berlin) Matchs contre Teichmann (2-0) et Mieses (2-0)(Saint-Pétersbourg) Matchs contre Alekhine (2-0), Douz-Khotimirski (2-0) et contre Znosko-Borovsky : +1 −1 =0 (Paris) Parties contre Arnold Aurbach (+1 –1)(Riga) Partie exhibition contre Nimzowitsch : 1-0 | La Havane (2e) : 10 / 14 (+8 −2 =4) (tournoi remporté par Marshall)                                                           |
| 1914  | (Moscou) Match contre O. Bernstein (1,5–0,5) (Vienne) Match contre Tartakover (1,5–0,5)(Vienne) Partie exhibition contre Réti : 1-0 (Paris) Match contre Arnold Aurbach (2-0) Tournoi préliminaire de Saint-Pétersbourg : 8 / 10 (+6 =4)(Berlin) Match blitz (rapid transit) contre Em. Lasker : 6,5–3,5 | Saint-Pétersbourg (2e) : 13 / 18 (+10 −2 =6) (tournoi remporté par Em. Lasker) Capablanca marqua en finale : 5 / 8 (+4 −2 =2) |

### 1915-1922: vainqueur du championnat du monde

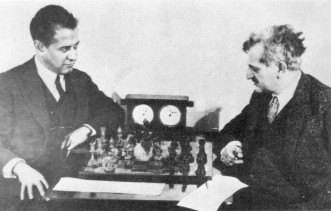
Capablanca contre Emanuel Lasker en 1925.

De 1915 à 1922, Capablanca remporta tous ses tournois et ses matchs à New York, La Havane, Hastings et Londres. Il fut invaincu dans tous ses tournois de 1917 à 1923.
| Année | Seul vainqueur |
| ----- | --- |
| 1915  | New York : 13 / 14 (+12 =2) (devant Marshall)                                                                                                   |
| 1916  | New York (mémorial Rice) : 14 / 17 (+12 −1 =4) (devant Janowski et Kostich) Tournoi préliminaire : 12 / 13 (+11 =2) ; finale : 2 / 4 (+1 −1 =2) |
|       | |
| 1918  | New York : 10,5 / 12 (+9 =3) (devant Kostich, Marshall et Janowski)                                                                             |
| 1919  | (La Havane) Match contre Kostich : 5-0Tournoi de Hastings : 10,5 / 11 (+10 =1) (devant Kostich, Thomas et Yates)                                |
|       | |
| 1921  | (La Havane) Championnat du monde contre Lasker : 9–5 (+4 =10)                                                                                   |
| 1922  | Londres : 13 / 15 (+11 =4) (devant Alekhine, Vidmar, Rubinstein, Bogolioubov, Réti, Tartakover)                                                 |

### 1924-1931: champion du monde

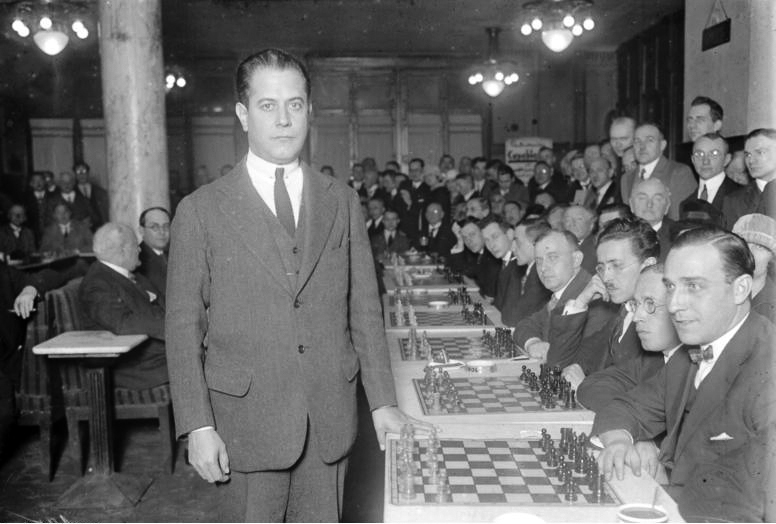
Capablanca donnant une simultanée à Berlin en 1929.

De 1918 à 1922, Capablanca n'avait perdu aucune partie sur 62 parties disputées. Sa défaite contre Réti lors du tournoi de New York 1924 fit sensation. En 1929 à Carlsbad, Capablanca, qui faisait très peu d'erreurs, laissa une pièce en prise au neuvième coup contre Sämisch.
| Année | Seul vainqueur | Deuxième ou troisième                                                                 |
| ----- | --- | ------------------------------------------------------------------------------------- |
| 1924  | | Tournoi de New York (2e après Lasker) : 14,5 / 20 (+10 −1 =9)                         |
| 1925  | | Tournoi de Moscou (3e) : 13,5 / 20 (+9 −2 =9) (victoire de Bogolioubov devant Lasker) |
| 1926  | Lake Hopatcong : 6 / 8 (+4 =4) (devant Kupchik, Maroczy et Marshall) |                                                                                       |
| 1927  | Tournoi de New York : 14 / 20 (+8 =12) (devant Alekhine, Nimzowitsch, Vidmar, Spielmann et Marshall)                                                                                                | Championnat du monde contre Alekhine (Buenos Aires) : 15,5–18,5 (+3 −6 =25)           |
| 1928  | Budapest : 7 / 9 (+5 =4) (devant Marshall, Kmoch et Spielmann)Berlin : 8,5 / 12 (+5 =7) (devant Nimzowitsch, Spielmann, Tartakover, Réti, Rubinstein et Marshall)                                   | Bad Kissingen (2e après Bogoljubov) : 7 / 11 (+4 −1 =6)                               |
| 1929  | Ramsgate : 5,5 / 7 (+4 =3) (devant Menchik, Rubinstein et Maroczy)Budapest : 10,5 / 13 (+8 =5) (devant Rubinstein, Tartakover et Thomas)Barcelone : 13,5 / 14 (+13 =1) (devant Tartakover et Colle) | Carlsbad (2e-3e) : 14,5 / 21 (+10 −2 =9) (victoire de Nimzowitsch devant Spielmann)   |
| 1930  | 1929-1930 : tournoi de Hastings : 6,5 / 9 (+4 =5) (devant Vidmar, Yates, Thomas et Maroczy) | 1930-1931 : Hastings (2e après Euwe) : 6,5 / 9 (+5 −1 =3)                             |
| 1931  | New York : 10 / 11 (+9 =2) (devant Kashdan) (Amsterdam) Match contre Euwe : 6–4 (+2 –0 =8) | 1930-1931 : Hastings (2e après Euwe) : 6,5 / 9 (+5 −1 =3)                             |

### 1933-1939

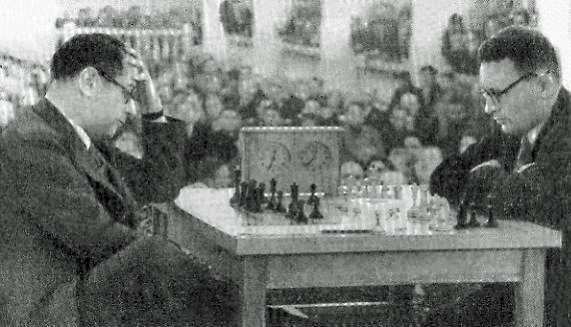
Capablanca (à g.) face à Mikhaïl Botvinnik à Moscou, en 1936.

En 1933, à Los Angeles, Capablanca remporta une partie exhibition contre Steiner, partie jouée avec des pièces vivantes.
| Année | Vainqueur | Deuxième à septième |
| ----- | --- | --- |
| 1933  | New York (tournoi blitz) : 9 / 9 (devant Reshevsky et Fine) | |
| 1934  | | 1934-1935 : Hastings (4e) : 5,5 / 9 (+4 −2 =3) (victoire de Euwe, Flohr et Thomas)                                              |
| 1935  | | Moscou (4e) : 12 / 19 (+7 −2 =10) (victoire de Botvinnik et Flohr devant Lasker)Margate (2e après Reshevsky) : 7 / 9 (+6 −1 =2) |
| 1936  | Moscou : 13 / 18 (+8 =10) (devant Botvinnik, Flohr, Lilienthal, Ragozine et Lasker)Nottingham : 10 / 14 (+7 −1 =6) (ex æquo avec Botvinnik) (devant Euwe, Fine, Rehevsky, Alekhine, Flohr et Lasker) | Margate (2e derrière Flohr) : 7 / 9 (+5 =4)                                                                                     |
| 1937  | | Semmering et Baden (3e-4e) : 7,5 / 14 (+2 −1 =11) (victoire de Keres devant Fine et Reshevsky)                                  |
| 1938  | Paris : 8 / 10 (+6 =4) (devant Rossolimo) | Tournoi AVRO (Pays Bas) (7e) : 6 / 14 (+2 −4 =8) (victoire de Keres et Fine devant Botvinnik)                                   |
| 1939  | Olympiade de Buenos Aires : 11,5 / 16 (+7 =9) | Margate (2e-3e) : 6,5 / 9 (+4 =5) (tournoi remporté par Keres devant Flohr)                                                     |

## Exemples de parties

### Capablanca - Tartakover, 1924
José Raúl Capablanca - Xavier Tartakover
Tournoi de New York 1924, ronde 6
Défense hollandaise, système Horwitz (code ECO : A40):

1. d4 e6 2. Cf3 f5 3. c4 Cf6 4. Fg5 Fe7 5. Cc3 0-0 6. e3 b6 7. Fd3 Fb7 8. 0-0 De8 9. De2 Ce4 10. Fxe7 Cxc3 11. bxc3 Dxe7 12. a4 Fxf3 13. Dxf3 Cc6 14. Tfb1 Tae8 15. Dh3 Tf6 16. f4 Ca5 17. Df3 d6 18. Te1 Dd7 19. e4 fxe4 20. Dxe4 g6 21. g3 Rf8 22. Rg2 Tf7 23. h4 d5 24. cxd5 exd5 25. Dxe8+ Dxe8 26. Txe8+ Rxe8 27. h5 Tf6 28. hxg6 hxg6 29. Th1 Rf8 30. Th7 Tc6 31. g4 Cc4 32. 32. g5 Ce3+ 33. Rf3 Cf5 34. Fxf5 gxf5 35. Rg3!! (Capablanca était un expert des finales de tours) Txc3+ 36. Rh4 Tf3 37. g6 Txf4+ 38. Rg5 Te4 39. Rf6! (Capablanca emploie le pion ennemi pour se couvrir des échecs de la tour) Rg8 40. Tg7+ Rh8 41. Txc7 Te8 42. Rxf5 Te4 43. Rf6 Tf4+ 44. Re5 Tg4 45. g7+ Rg8! 46. Txa7 Tg1 47. Rxd5 Tc1 48. Rd6 Tc2 (« Tartakover continue pour les spectateurs ») 49. d5 Tc1 50. Tc7 Ta1 51. Rc6 Txa4 52. d6 1-0.

### Réti - Capablanca, 1928
Richard Réti - José Raúl Capablanca
Tournoi de Berlin, 29 octobre 1928, ronde 14
Partie espagnole, variante Steinitz différée (code ECO : C74) :

1. e4 e5 2. Cf3 Cc6 3. Fb5 d6 4. c3 a6 5. Fa4 f5 6. d4 fxe4 7. Cg5 (Cxe5 est possible dxe5 8. Dh5+) exd4 8. Cxe4 Cf6 9. Fg5 Fe7 10. Dxd4? (Fxf6 Fxf6 11.Dh5 était meilleur) b5 11. Cxf6+ gxf6 12. Dd5 bxa4 13. Fh6 (menace Fg7) Dd7 14. O-O Fb7 15. Fg7 O-O-O 16. Fxh8 Ce5 (les Noirs ont une attaque irrésistible sur l'aile roi) 17. Dd1 Ff3! (menace Dg4, si 18.Dd4, Dh3!) 18. gxf3 Dh3 0-1 (les menaces Cxf3 ou Tg8 conduisent au mat)

### Capablanca - Milner-Barry, 1935
José Raúl Capablanca - Stuart Milner-Barry
Margate (Angleterre), 1er mai 1935, ronde 7
Partie espagnole, variante Möller (ECO : C78) : 

1. e4 e5 2. Cf3 Cc6 3. Fb5 a6 4. Fa4 Cf6 5. 0-0 Fc5 6. c3! Fa7 7. d4 Cxe4 8. Te1! f5 9. Cbd2! 0-0 10. Cxe4 fxe4 11. Fg5 De8 12. Txe4 d6 13. dxe5 Dg6 14. Tf4! Txf4 15. Fxf4 Fg4 16. Db3+ Df7 17. Cg5 Dxb3 18. Fxb3+ 1-0.

### Capablanca - Golombek, 1939
José Raúl Capablanca-Harry Golombek
Margate, 19 avril 1939, ronde 7
Défense nimzo-indienne, variante Capablanca (ECO : E35), : 

1. d4 Cf6 2. c4 e6 3. Cc3 Fb4 4. Dc2 d5 5. cxd5 exd5 6. Fg5 c6? (6...h6 7. Fh3 0-0) 7. e3 Cbd7 8. Fd3 h6 9. Fh4! 0-0 10. Cf3 Te8 11. 0-0 Fe7 12. Fg3 Cf8 (12...Ch5? 13. Cxd5! cxd5 14. Fc7) 13. h3! Fe6 14. Tab1 Ch5 15. Fh2 g6 16. Ce5 Cg7 17. b4 (attaque de minorité) 17...Ff5 18. Ca4!? (18. b5! Fxd3 19. Dxd3) 18...Fxd3 (18...Fd6!) 19. Dxd3 Cd7 20. Tfc1 Cxe5? (C.J.S. Purdy recommande contre l'attaque de minorité 20...Fd6 21. Cf3 Fxh2+ 22. Cxh2 b5 23. Cc3 Cb6 24. a4 a6 25. a5 Cc4, qui protège le pion c6) 21. Fxe5 Fd6 22. Fxd6 Dxd6 23. b5! cxb5 24. Dxb5 Ce6 (24...Te7 25. Tc5 Td8 26. Cc3 et le pion d5 est perdu) 25. Cc3! Ted8 26. Dxb7 Da3 27. Cxd5 Dxa2 28. Cb4 Da4 29. Cc6 1-0 (29...Da3 perd la qualité).

## Apparition et hommages au cinéma et à la télévision
Capablanca a fait une apparition en 1925 dans le film russe La Fièvre des échecs, réalisé par Vsevolod Poudovkine.
Il est cité dans la série policière Columbo, dans l'épisode « Match dangereux » (1973), et dans le film La Diagonale du fou (1984) de Richard Dembo.

## Citations
« J'ai connu de nombreux joueurs d'échecs mais seulement un génie : Capablanca. »

— Emanuel Lasker

« Je n'avais jamais vu auparavant un joueur d'échecs avoir une connaissance du jeu comme Capablanca. Capablanca était un génie des échecs. »

— Alexandre Alekhine

« Capablanca est le plus grand joueur d'échecs de tous les temps. »

— Boris Spassky

« Il est difficile de comparer les époques, mais je pense que Capablanca est le plus grand talent des échecs. »

— Anatoli Karpov

« Sa fascinante intuition permettait à Capablanca de découvrir, parfois avec une grande facilité, les conceptions stratégiques les plus complexes, ainsi que leurs solutions. »

— Anatoli Karpov, Préface de Principes fondamentaux du jeu d'échecs, écrit par Capablanca

## Publications
- Ma Carrière échiquéenne (trad. de l'anglais), Books on Demand, 2016 (ISBN 978-2-322-09661-9, lire en ligne). Titre original : My chess Career, paru en 1920
- Principes fondamentaux du jeu d'échecs (trad. de l'anglais), Payot (éditions), 1989 (ISBN 978-2228-15370-6, lire en ligne). Titre original : Chess Fundamentals, paru en 1921
- (en) A primer of chess, paru en 1935
- (en) Olga Capablanca, The Chess Legacy of José Raul Capablanca : Last Lectures by José Raul Capablanca, Cornerstone Library, 1966